# Маріо Муч
Маріо Муч (люксемб. Mario Mutsch, нар. 3 вересня 1984, Сант-Віт) — люксембурзький футболіст бельгійського походження, півзахисник клубу «Прогрес» та національної збірної Люксембургу.

## Клубна кар'єра
Маріо Муч народився в бельгійському місті Санкт-Віт в родині люксембуржця і бельгійки. Займався футболом в молодіжних командах Бельгії — «Санкт-Віт» і «Олімпія» з міста Рехт. Потім виступав за команди з нижчих ліг Бельгії. Першим клубом став «Спа». У команді провів близько трьох років і зіграв 78 матчів і забив 12 м'ячів. З 2005 року по 2006 рік грав за «Уніон» (Ла-Каламін) і зіграв 27 матчів.
Влітку 2006 року перейшов в німецьку «Алеманію» (Аахен), але виступав виключно за дублюючу команду, що виступала в Оберлізі Північного Рейну-Вестфалії. За рік Муч провів 30 матчів і забив 4 голи.
Влітку 2007 року перейшов у швейцарський «Аарау». У Суперлізі Швейцарії дебютував 22 липня 2007 року в домашньому матчі проти «Янг Бойз» (1:1), Муч вийшов наприкінці матчу замість бразильця Карліньйоса. У команді провів два роки і зіграв у чемпіонаті 56 матчів і забив 3 м'ячі.
У липні 2009 року на правах вільного агента перейшов у французький «Мец». Клуб виступав у французькій Лізі 2. У сезоні 2009/10 Муч провів 32 матчі за «Мец», а клуб зайняв 4-е місце і не зміг вийти у Лігу 1, а у наступному розіграші клуб виступив вкрай невдало, зайнявши 17-те місце і ледь не вилетів до третього дивізіону, після чого Муч повернувся в Швейцарію, де один сезон пограв за «Сьйон», а 2012 року уклав контракт з клубом «Санкт-Галлен», у складі якого провів наступні п'ять років своєї кар'єри гравця. Граючи у складі «Санкт-Галлена» також здебільшого виходив на поле в основному складі команди.
Влітку 2017 року перейшов у люксембурзький «Прогрес». Станом на 6 грудня 2018 року відіграв за нідеркорнський клуб 25 матчів в національному чемпіонаті.

## Виступи за збірну
У складі національної збірної Люксембургу дебютував 8 жовтня 2005 року у виїзному матчі проти Росії (5:1), Муч вийшов на 80 хвилині замість Поля Маннона. Перший гол за збірну забив 19 листопада 2008 року у товариському матчі проти Бельгії (1:1), Маріо Муч забив на 47 хвилині у ворота Сільвіо Прото. З 2011 року став капітаном збірної.
11 вересня 2018 року в матчі проти збірної Сан-Марино в рамках матчу Ліги націй УЄФА (3:0), провів свою соту гру за збірну і став гравцем з найбільшою кількістю матчів за збірну, обігнавши Жефа Штрассера, який провів 98 ігор за «червоних левів».